# Acunasus capitatus
Acunasus capitatus är en insektsart som beskrevs av Delong 1945. Acunasus capitatus ingår i släktet Acunasus och familjen dvärgstritar. Inga underarter finns listade i Catalogue of Life.